# Marais de la grenouillère
Marais de la grenouillère este o arie protejată (sit de importanță comunitară — SCI) din Franța întinsă pe o suprafață de 17 ha, integral pe uscat.

## Localizare
Centrul sitului Marais de la grenouillère este situat la coordonatele 50°24′03″N 2°06′50″E / 50.40083°N 2.11389°E.

## Înființare
Situl Marais de la grenouillère a fost declarat arie specială de conservare în baza directivei 92/43 din 1992 referitoare la conservarea habitatelor naturale și a faunei și florei sălbatice pentru a proteja 1 specie de animale.

## Biodiversitate
Situată în ecoregiunea atlantică, aria protejată conține 3 habitate naturale: Liziere de ierburi înalte hidrofile de câmpie și de nivel montan până la alpin, Mlaștini alcaline, Lacuri eutrofice naturale cu vegetație de tip Magnopotamion sau Hydrocharition.
La baza desemnării sitului se află o specie protejată de  nevertebrate: Vertigo moulinsiana.
Pe lângă speciile protejate, pe teritoriul sitului au mai fost identificate 4 specii de plante, 1 specie de amfibieni.